# Neco
Manoel Nunes (7 marca 1895 – 31 maja 1977) – piłkarz brazylijski znany jako Neco, napastnik. Także trener.
Urodzony w São Paulo Neco przygodę z piłką rozpoczął w 1911 roku w trzeciej drużynie klubu Corinthians Paulista. Do pierwszego zespołu przeszedł w 1913 roku. Rok później z 12 bramkami został królem strzelców pierwszej ligi stanu São Paulo. Jednocześnie razem z Corinthiansem pierwszy raz w swej karierze zdobył mistrzostwo stanu São Paulo. W 1915, gdy Corinthians nie brał udziału w oficjalnych rozgrywkach, gdyż z powodu politycznych zawirowań był bliski bankructwa, Neco w meczach oficjalnych grał w barwach klubu Mackenzie São Paulo, a w barwach Corinthiansu grał tylko w meczach nieoficjalnych. W 1916 po raz drugi sięgnął ze swym klubem po tytuł stanowego mistrza.
Jako piłkarz klubu Corinthians Paulista wziął udział w turnieju Copa América 1917, gdzie Brazylia zajęła trzecie miejsce. Neco zagrał we wszystkich trzech meczach – z Argentyną (zdobył bramkę), Urugwajem i Chile (zdobył bramkę).
Wciąż jako gracz Corinthians wziął udział w turnieju Copa América 1919, gdzie Brazylia zdobyła mistrzostwo Ameryki Południowej. Neco zagrał we wszystkich czterech meczach – z Chile (zdobył 2 bramki), Argentyną, Urugwajem (zdobył 2 bramki) i w decydującym o mistrzowskim tytule barażu z Urugwajem. Neco był bohaterem pierwszego spotkania z zespołem Urusów, kiedy to goście prowadzili już 2:0. Jego dwie bramki dały remis, który pozwolił Brazylii poszukać szansy na mistrzostwo w barażu. Łącznie zdobył 4 bramki i razem z Friedenreichem podzielił tytuł króla strzelców turnieju.
W 1920 roku Neco zadebiutował w roli grającego trenera klubu. Zdobył w lidze stanowej 24 bramki i po raz drugi został królem strzelców Campeonato Paulista.
Po raz ostatni w mistrzostwach kontynentu wziął udział podczas turnieju Copa América 1922, gdzie Brazylia po raz drugi zdobyła mistrzostwo Ameryki Południowej. Neco zagrał we wszystkich pięciu meczach – z Chile, Paragwajem, Urugwajem, Argentyną (zdobył bramkę) i decydującym o mistrzowskim tytule boju z Paragwajem (zdobył bramkę). Zdobycie 2 bramek wystarczyło, by Neco został wicekrólem strzelców.
W1922 roku Neco odniósł jeszcze jeden sukces – trzeci raz w swej karierze zdobył mistrzostwo stanu São Paulo. Później jeszcze pięciokrotnie został mistrzem stanu – w 1923, 1924, 1928, 1929 i 1930.
Neco zaliczany jest do najwybitniejszych piłkarzy klubu Corinthians, w którym w ciągu 17 lat rozegrał 315 meczów i zdobył 239 bramek (w tym w lidze 296 meczów i 235 bramek). W latach 1917–1922 rozegrał w reprezentacji Brazylii 15 meczów i zdobył 8 bramek. Po zakończeniu kariery piłkarskiej w 1930 kontynuował pracę trenerską w klubie Corinthians, z którym w 1937 zdobył kolejne mistrzostwo stanowe.
Neco zmarł 31 maja 1977 w São Paulo. Znany był jako odważny i przebojowy drybler. Charakteryzował się przy tym bardzo wybuchowym charakterem – gdy był trenerem klubu Corinthians zawieszony został na 18 meczów za uderzenie sędziego. Jest jedynym piłkarzem brazylijskim, któremu wystawiono pomnik – jego statua znajduje się w mieście São Paulo w parku São Jorge.